# Elisa (entreprise)
Pour les articles homonymes, voir Elisa.
Elisa est une entreprise finlandaise spécialisée dans les télécommunications.
Elle a son siège dans la capitale, Helsinki, où elle est également cotée en bourse.

## Histoire
Fondée en 1882 sous le nom Helsingin puhelinyhdistys, l'entreprise prend le nom Elisa Communications en 2000.
Début 2013, Elisa rachète en totalité l'entreprise Sulake Corporation.

## Actionnaires
Elisa a plus de 185 000 actionnaires dont la plupart possède moins de 1000 actions.
Au 2 avril 2019, les 10 actionnaires principaux d'Elisa sont:
| Actionnaire                        | %     |
| ---------------------------------- | ----- |
| Solidium Oy                        | 10 %  |
| Varma                              | 3,1 % |
| Ilmarinen oy                       | 2,6 % |
| Banque nationale suisse            | 0,8 % |
| ville d'Helsinki                   | 0,7 % |
| Fonds de pension d'État finlandais | 0,6 % |
| Elo                                | 0,5 % |
| BNP Paribas Arbitrage              | 0,4 % |
| Op                                 | 0,4 % |
| Konstsamfundet                     | 0,4 % |